# The Guardian Weekly
The Guardian Weekly est un journal hebdomadaire international britannique. C'est l'un des plus anciens journaux internationaux et il compte des lecteurs dans plus de 170 pays. Son contenu est tiré du quotidien The Guardian et de l'hebdomadaire The Observer. Ces trois journaux sont édités par Trinity Mirror et sont la propriété du Groupe Guardian Media. The Guardian Weekly contient aussi des articles du Washington Post.

## Description
Le journal est imprimé au Royaume-Uni, en Australie et aux États-Unis d'Amérique en format berlinois. Il est constitué de 48 pages à l'exception d'un numéro par année à la fin décembre qui contient 64 pages.
The Guardian Weekly est édité par Graham Snowdon qui succède à Abby Deveney depuis son départ en 2017. L'équipe éditoriale était constituée en 2016 d'Abby Deveney, du rédacteur adjoint Graham Snowdon, du rédacteur chargé de production Neil Willis et son adjointe Emily El-Nusairi ainsi que des rédacteurs assistants Isobel Montgomery et Jim Falzarano.